# Stefano Perugini
Stefano Perugini, född 10 september 1974 i Viterbo, är en italiensk före detta roadracingförare, som blev fyra i 125GP-VM 2003 efter att länge haft häng på slutsegraren Dani Pedrosa. Perugini körde 125GP 1993–1996, 250GP 1997–1999 och åter 125GP 2001–2004.

## Segrar 125GP
| Nummer | Grand Prix     | År   |
| ------ | -------------- | ---- |
| 1      | Malaysia       | 1996 |
| 2      | Frankrike      | 1996 |
| 3      | Storbritannien | 1996 |
| 4      | Japan          | 2003 |
| 5      | Tyskland       | 2003 |